# Central Park
Central Park je velký veřejný městský park v městské části Manhattan ve městě New York v USA. Ačkoli co do velikosti se mezi newyorskými parky řadí až na páté místo, v počtu návštěvníků drží prvenství. Ročně ho navštíví asi 42 milionů lidí a stal se nejčastěji fotografovaným místem světa.
V roce 1857 byla uspořádána architektonická soutěž, ve které zvítězili Frederick Law Olmsted a Calvert Vaux s jejich "Greensward" plánem. Central park se tentýž rok začal stavět a otevřen byl na podzim roku následujícího. Central park se stal národní historickou památkou roku 1963.
Park patří mezi nejznámější městské parky na světě, objevil v různých filmech a televizních programech. Provozuje ho soukromá nezisková organizace.

## Poloha

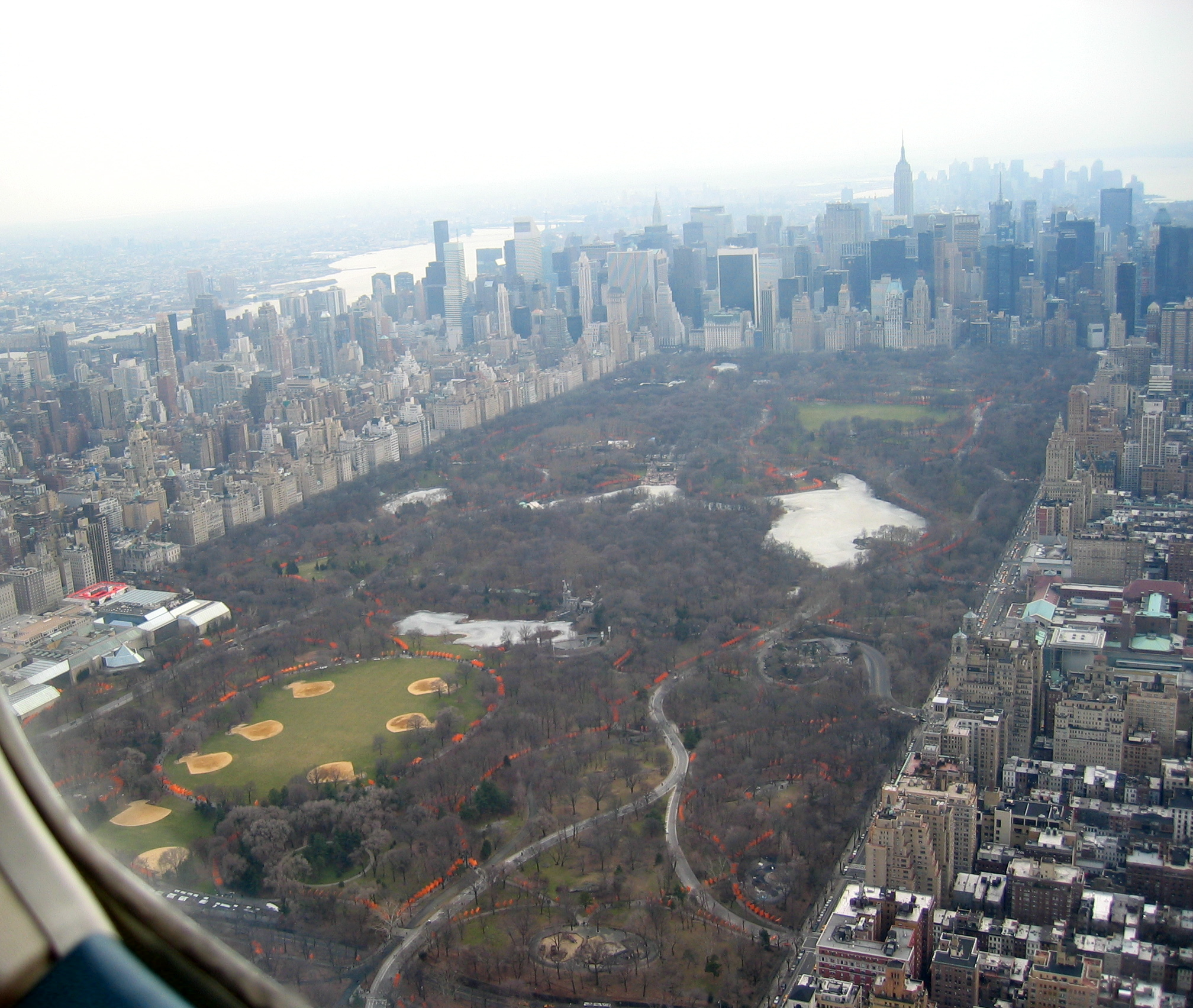
Letecký pohled na jižní polovinu parku

Park je ohraničen ze severu ulicí West 110th Street, ze západu Central Park West 8th Avenue, na jihu 59th Street a z východu Fifth Avenue. Někdy jsou okrajové ulice parku označovány i jako Central Park North, Central Park West a Central Park South. Fifth Avenue si svůj název zachovává. Park je obdélníkového tvaru (rozměry 4 km × 800 m) a jeho rozloha činí 3,41 km² .
Je rozdělen na tři části: North End, Mid-Park a South End. Parkem procházejí ulice 65th, 79th, 85th a 97th Street – na území parku se k jejich názvu přidává slovo „Transverse“ a mění se jejich ráz, kdy se z těchto rovně navržených magistrál stanou jednoproudé silnice, klikatící se parkem, typicky obklopené úzkými chodníky a kamennými stěnami s četnými mosty.
Cetral Park má zajímavý vliv na trh s nemovitostmi v Manhattanu – možnost výhledu na něj zásadně ovlivňuje cenu dané budovy nebo bytu v jeho okolí. Věžové domy resp. byty v jejich nejvyšších patrech s nejlepším výhledem na Central Park se stávají domovy a pied-à-terre celebrit a boháčů z celého světa a cení se na jednotky milionů dolarů za byt, ty nejlepší i nad 10 milionů.

## Popis

Základní schéma Central Parku

Park láká turisty především svou polohou, velkým množstvím tras s krásnými výhledy a nejrůznějšími dalšími aktivitami pro všechny věkové kategorie. Disponuje 8 umělými rybníky, loukami i malými lesoparky. Studie z roku 2013 objevila celkem 571 živočišných druhů žijících na území parku. Četně zastoupené je hlavně ptactvo a turisty oblíbené veverky.
Central park nabízí pestré sportovní a kulturní vyžití. Desetikilometrovou cestu okolo parku využívají běžci, cyklisté a bruslaři, především přes víkendy po 19. hodině, kdy je zastavena automobilová doprava. Dále se dá bruslit na dvou stadionech nebo hrát hry na travnatých plochách. V parku najdeme celkem 21 dětských hřišť, zklamáni nebudou díky nejrůznějším sochám a obeliskům ani obdivovatelé umění. V parku se často pořádají koncerty a jiné kulturní akce jako například divadelní představení "Shakespeare in the park". Na Fifth Avenue se vyskytuje malá Central Park ZOO s exotickými zvířaty.

## Památky

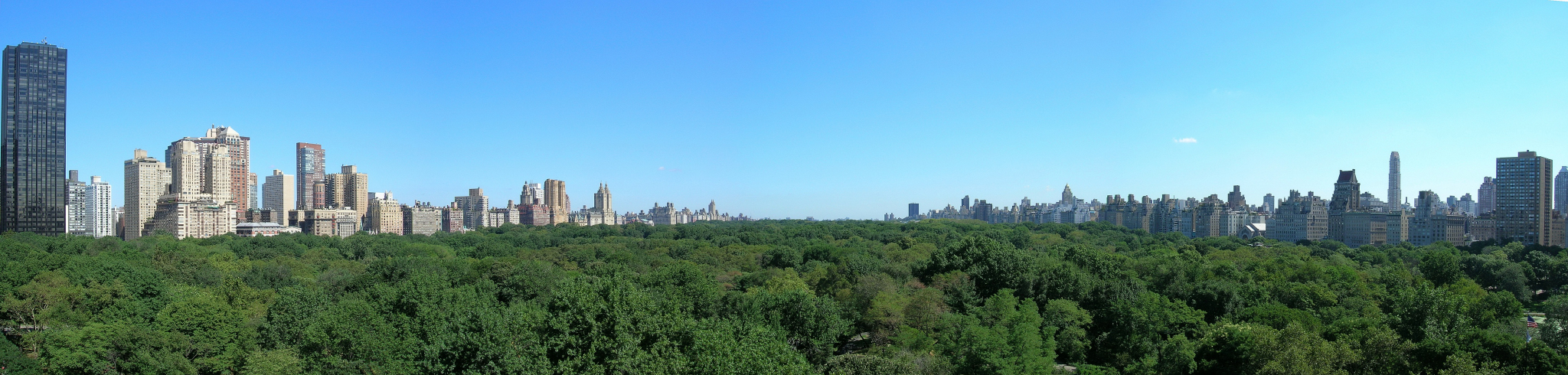
Pohled z Central Park South

| Jméno                         | Otevřeno v roce | Popis                                                    |
| ----------------------------- | --------------- | -------------------------------------------------------- |
| 107th Infantry Memorial       | 1927            | Památka na počest 1,487 obětí První světové války        |
| Balto                         | 1925            | Socha sněžného psa, který zachraňoval životy na Aljašce  |
| Hans Christian Andersen       | 1956            | Socha Dánského pohádkového spisovatele                   |
| Christopher Columbus          | 1894            | Socha objevitele Ameriky                                 |
| Indian Hunter                 | 1869            | Socha na počest entuziasmu Americkým umělcům             |
| José de San Martín            | 1951            | Socha latinskoamerického vůdce boje za nezávislost       |
| Pilgrim Hill                  | 1885            | Socha na vrcholku kopečku je součástí Conservatory Water |
| Simón Bolívar                 | 1945            | Socha bývalého venezuelského generála a politika         |
| Sir Walter Scott              | 1872            | Socha významného skotského básníka                       |
| The Burnett Memorial Fountain | 1936            | Fontána, na počest Frances Hogson Burnettové             |
| William Shakespeare           | 1872            | Socha významného britského spisovatele                   |